# Бармакиди

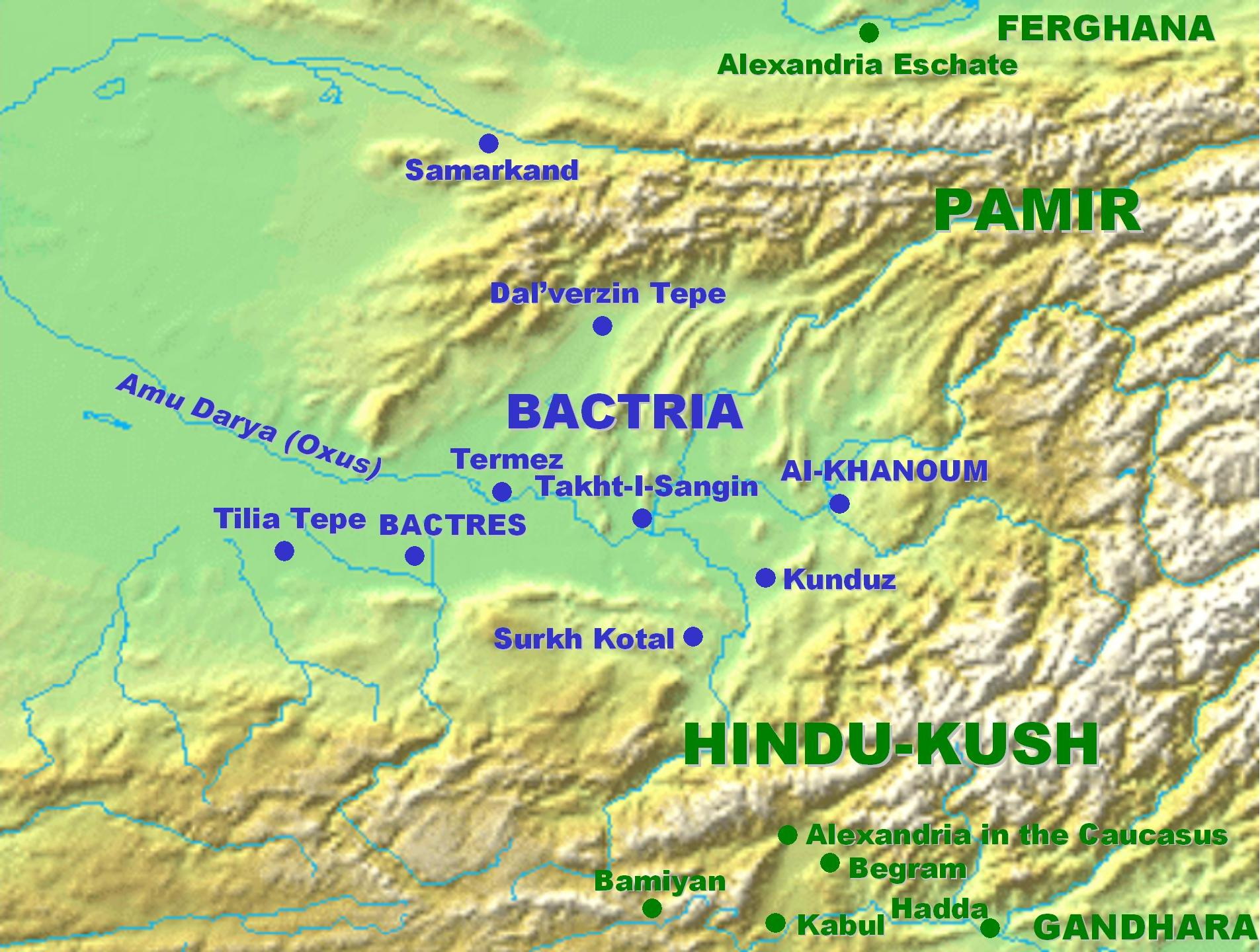
Балх (Бактри) — месцепоходження родини Бармакидів

Бармакиди (البرامكة — ал-Бармак або Бармекид) — перський рід, з якого вийшли верховні жерці храму Навбехар поблизу Балха (сучасний північний Афганістан), міністри, великі везирі Багдадського халіфату часів Аббасидів у 749-803 роках. Вони суттєво впливали на політику каліфів особливо за часів Гаруна ар-Рашида.
Бармак — це арабізоване слово від санскриту «Прамух» — спадкового верховного жерця. Жерці цієї родни володіли землями навколо храму Навбехар розміром 1560 км². Вплив представників роду у північному Ірані був значним. Отримання доступу представників перського жрецького роду в ісламській арабській державі було своєрідним компромісом між арабським загарбниками та місцевою іранською аристократією.

## Представники роду
- Бармак (наприкінці VII-початок VIII ст.)
- Халід ібн Бармак (705—782)
- Яг'я ібн Халід Бармакі (738—806)
- Фадл ібн Яг'я Бармакі (765—809)
- Джаафар ібн Яг'я Бармакі (767—803)